# Posthof Illingen

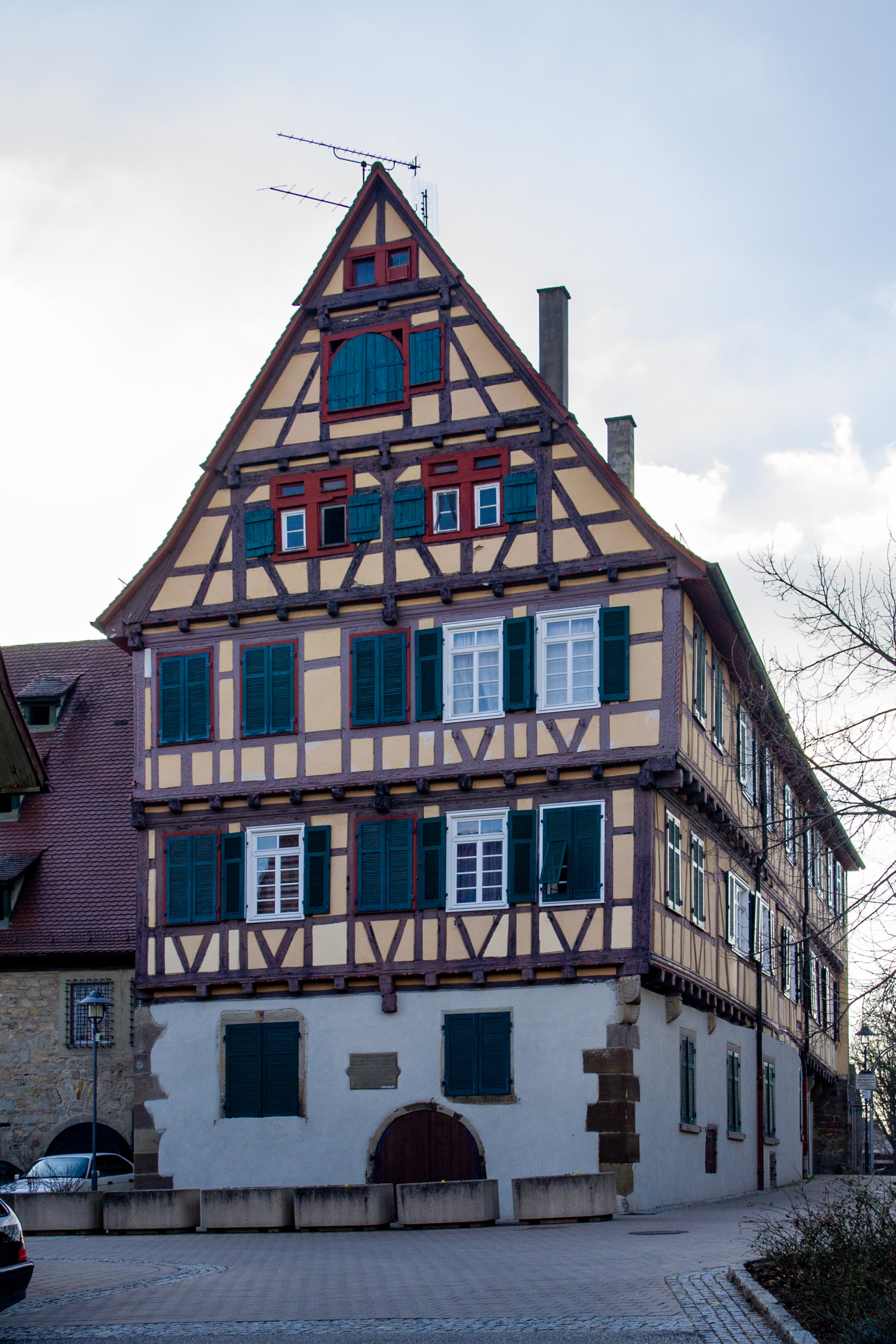
Posthof von der Kirchstraße aus gesehen

Posthof Illingen ist die Bezeichnung für eine ehemalige Posthalterei in Illingen (Württemberg). Das 1583 errichtete dreistöckige Gebäude besitzt ein gemauertes Erdgeschoss und zwei um Balkenbreite vorspringende Fachwerkgeschosse. Herzog Eberhard III. übergab das Gebäude nach einer Renovierung 1669 der Abtei Maulbronn. Ab 1812 wurde das Gebäude als Postamt und Posthalterei der Thurn-und-Taxis-Lehnspost verwendet. Dazu wurde es renoviert und teilweise verputzt. Der Posthaltereibetrieb endete am 30. Juni 1851.
Das Ensemble, bestehend aus dem Postgebäude und der „Kelter“, einem Massivbau mit zwei Rundbogentoren und Satteldach, steht heute unter Denkmalschutz.